# Clementina Ródenas
 (mai 2024).
Si vous disposez d'ouvrages ou d'articles de référence ou si vous connaissez des sites web de qualité traitant du thème abordé ici, merci de compléter l'article en donnant les références utiles à sa vérifiabilité et en les liant à la section « Notes et références ».
Pour les articles homonymes, voir Ródenas (homonymie) et Villena (homonymie).
Clementina Ródenas Villena, née le 11 mai 1949 à Ayora, est une femme politique espagnole membre du Parti socialiste ouvrier espagnol (PSOE). Elle est maire de Valence entre 1989 et 1991, étant la première femme à diriger une grande ville espagnole.

## Biographie

### Formation
Elle termine ses études secondaires à Requena, une ville moyenne de l'ouest de la province de Valence, puis s'inscrit en 1967 à l'université de Valence. Elle y étudie les sciences économiques et commerciales.

### Débuts et ascension en politique
En 1975, elle adhère au Parti socialiste du Pays valencien (PSPV), qui fusionne trois ans plus tard avec le PSOE, formant la fédération socialiste en Communauté valencienne, ainsi qu'à l'Union générale des travailleurs (UGT). Elle obtient un doctorat en 1978 et devient l'année suivante professeur d'histoire économique.
À l'occasion des élections municipales de mai 1983, elle est élue au conseil municipal de la ville de Valence sur la liste socialiste du maire sortant Ricard Pérez Casado. Celui-ci la nomme adjointe, chargée des Finances. Elle est réélue en juin 1987, en troisième position, et reconduite dans ses fonctions.

### Maire de Valence
Avec la démission de Pérez Casado le 30 décembre 1988, le conseil municipal doit élire un nouveau maire. Le 13 janvier 1989, Clementina Ródenas est élue maire de Valence par 14 voix contre 13 à Vicente González Lizondo, candidat de l'Union Valencienne (UV) appuyé par l'Alliance populaire (AP), ayant bénéficié de l'abstention du Centre démocratique et social (CDS) et de la Gauche unie du Pays valencien (EUPV). C'est la première fois qu'une femme prend la tête d'une grande ville espagnole.
Candidate à sa réélection lors du scrutin de mai 1991, elle remporte 139 272 voix, soit 4 000 de moins qu'en 1987 et 50 000 d'avance sur le Parti populaire (PP). Bien qu'elle conserve ses 13 élus municipaux sur 33, elle est renvoyée dans l'opposition par le PP qui s'associe avec l'UV pour faire élire sa tête de liste, Rita Barberá.

### Après la mairie
Cette défaite ne l'empêche pas de prendre la présidence de la députation provinciale de Valence. Lors du VIIe congrès du PSPV-PSOE en avril 1994, elle est élue membre de la commission exécutive, dirigée par le secrétaire général Joan Lerma.
À l'occasion des élections régionales de mai 1995, elle est placée en deuxième position sur la liste socialiste de la circonscription de Valence. Élue députée au Parlement valencien, elle est choisie comme porte-parole du groupe socialiste, renvoyé dans l'opposition, pour les affaires économiques et budgétaires.

### L'échec aux primaires régionales
En juin 1997, elle est désignée membre de la commission fédérale d'éthique et des garanties (CFEG) du PSOE par le congrès fédéral. À peine un mois plus tard se tient le VIIIe congrès régional du PSPV-PSOE, au cours duquel Joan Romero est élu secrétaire général et ne la reconduit pas dans l'exécutif.
Elle démissionne de son mandat parlementaire en septembre, mais décide de se présenter aux primaires internes du 27 juin 1998, organisées pour choisir le chef de file aux prochaines élections régionales. Avec 32 % des suffrages exprimés, elle termine troisième et dernière, derrière Romero et Antoni Asunción ; elle apporte alors son soutien au nouveau candidat du PSPV-PSOE à la présidence de la Généralité.
Elle s'est depuis retirée de la vie politique et poursuit son métier de professeur à l'université de Valence.